# Richard Robert Arnold
Richard Robert Arnold (Cheverly, Maryland, 1963. 1963. november 26.  –) amerikai tanár, űrhajós.

## Életpálya
1985-ben az Frostburg State University keretében szerzett matematikai diplomát. 1987-ben a Haditengerészeti Akadémián (USAF Academy) oceanográfiai technikus. 1992-ben az  University of Maryland megerősítette diplomáját. A John Hanson Middle School Waldorf tanára (Maryland). 1993-ban Marokkóban az Amerikai Nemzetközi Iskola (Casablanca) tanára. 1996-tól Szaúd-Arábiában az Amerikai Nemzetközi Iskola (Rijád) tanára. Tanított Nyugat–Pápuaban, 2003-tól az Amerikai Nemzetközi Iskola keretében Romániában (Bukarest).
2004. május 6-tól a Lyndon B. Johnson Űrközpontban részesült űrhajóskiképzésben. 2007-ben űrszerelési gyakorlatokat végzett (víz alatt) a NEEMO 13 10 napos programban. 2011 szeptemberében a NASA megbízásából a DeepWorker tengeralattjáró használatát tesztelte (szerelés, karbantartás). Gyakorolta egy aszteroida felszínének kutatását. Egy űrszolgálata alatt összesen 12 napot, 19 órát és 30 percet töltött a világűrben.

## Űrrepülések
STS–119 a Discovery űrrepülőgép 36. repülésének küldetésfelelőse. Az ISS űrállomásra szállították az utolsó S6 rácsos elemet, az utolsó két napelemszárny hordozóját. Ezzel a rácsszerkezet kiépítése befejeződött. Második űrrepülése alatt összesen 12 napot, 19 órát és 30 percet töltött a világűrben. Kettő űrséta (kutatás, szerelés) alatt összesen 12 órát és 34 percet töltött a Nemzetközi Űrállomáson kívül.8 530 000 kilométert (5 300 000 mérföldet) repült, 202 alkalommal kerülte meg a Földet.